# Idaea costipunctata
Idaea costipunctata är en fjärilsart som beskrevs av Paul Dognin 1910. Idaea costipunctata ingår i släktet Idaea och familjen mätare. Inga underarter finns listade i Catalogue of Life.